# Geelkeelvliegenpikker
De geelkeelvliegenpikker (Camptostoma obsoletum) is een zangvogel uit de familie Tyrannidae (tirannen).

## Verspreiding en leefgebied
Deze soort komt voor van Costa Rica tot Uruguay en telt 13 ondersoorten:
- C. o. flaviventre: zuidwestelijk Costa Rica en Panama.
- C. o. orphnum: Coiba (Panama).
- C. o. majus: Pareleilanden (Panama).
- C. o. caucae: centraal en westelijk-centraal Colombia.
- C. o. pusillum: van noordelijk Colombia tot noordelijk en centraal Venezuela en Trinidad.
- C. o. napaeum: zuidoostelijk Venezuela, de Guyana's en noordoostelijk Brazilië.
- C. o. maranonicum: noordelijk Peru.
- C. o. olivaceum: zuidoostelijk Colombia, oostelijk Ecuador, noordoostelijk Peru en westelijk Brazilië.
- C. o. sclateri: westelijk Ecuador en noordwestelijk Peru.
- C. o. griseum: westelijk Peru.
- C. o. bolivianum: van centraal Bolivia tot noordwestelijk Argentinië.
- C. o. cinerascens: van oostelijk Bolivia tot centraal en oostelijk Brazilië.
- C. o. obsoletum: van zuidoostelijk Brazilië, Uruguay en Paraguay tot centraal Argentinië.

## Status
De grootte van de populatie is in 2019 geschat op meer dan 50 miljoen volwassen vogels. Op de Rode lijst van de IUCN heeft deze soort de status niet bedreigd.